# کاسترو، شیلی
کاسترو  یک شهر و کمون در شیلی، جزیره چیلوئه است. کاسترو مرکز استان چیلوئه  در منطقه لوس لاگوس است. این شهرستان، در استرو دو کاسترو در ساحل شرقی جزیره مرکزی چیلوئه واقع شده است. کاسترو دسترسی خوبی به جزایر شرقی مجمع‌الجزایر چیلوئه و همچنین اقیانوس آزاد از طریق
کوکائو و هویلینکو به غرب فراهم می‌کند.